# فضيحة الرشوة النووية في أوهايو

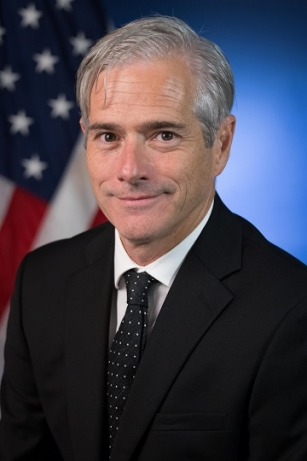
المدعي العام ديفيد ديفيلرز

فضيحة الرشوة النووية في ولاية أوهايو هي فضيحة سياسية في عام 2020 في ولاية أوهايو، تتضمن مزاعم بأن فيرست إنيرجي دفعت تقريباً 60 مليون دولار إلى Generation Now، وهي منظمة يسيطر عليها رئيس مجلس النواب في أوهايو لاري هاوسهولدر، مقابل تمرير 1.3 مليار دولار لإنقاذ مشروع محطة طاقة نووية متعثرة.

## نبذة
تم وصف الفضيحة من قبل المدعي العام الأمريكي ديفيد إم ديفيلرز بأنها «من المحتمل أن تكون أكبر مخطط رشوة وغسيل أموال تم ارتكابها ضد سكان ولاية أوهايو»، الذي اتهم لاري هاوسهولدر وأربعة آخرين بالابتزاز في 21 يوليو.
وفقًا للتحقيقات، ضخت فيرست إنيرجي الملايين في حملات 21 مرشح خلال انتخابات مجلس النواب في أوهايو لعام 2018، مما ساعد في النهاية رئيس مجلس النواب الحالي على استبدال ريان سميث كرئيس لمجلس النواب المنتمي للحزب الجمهوري.